# جيبوتي
جيبوتي رسمياً جمهورية جيبوتي هي دولة إفريقية  تقع في منطقة القرن الأفريقي في البرّ الرئيسي لقارة أفريقيا، وهي عضو نشط في جامعة الدول العربية والاتحاد الأفريقي والمنظمة الدولية للفرنكوفونية. تقع جيبوتي على الشاطئ الغربي لمضيق باب المندب، وتحدها إريتريا من الشمال وإثيوبيا من الغرب والجنوب والصومال من الجنوب الشرقي فيما تطل شرقًا على البحر الأحمر وخليج عدن.
وعلى الجانب المقابل لها عبر البحر الأحمر في شبه الجزيرة العربية اليمن التي تبعد سواحلها نحو 20 كيلومترًا عن جيبوتي.
تقدر مساحة جيبوتي بنحو 23.200 كيلومتر مربع فقط، فيما يقدر عدد سكانها بنحو 1,000,000 نسمة، وعاصمتها مدينة جيبوتي. ويعيش نحو خمس سكان البلد تقريبًا تحت الخط العالمي للفقر بنحو 1.25 دولار يوميًا. وكانت تسمى بلاد الصومال الفرنسي من المحتل الفرنسي.

## التاريخ
يعتبر قدماء المصريين أول من أقام علاقات مع هذا الجزء من العالم، إذ أن أول بعثة مصرية بحرية إلى هذه المنطقة كانت في الألف الثالث ق.م. خلال حكم فرعون مصر بيبي الأول. إلا أن علاقات القرن الأفريقي مع جنوب غربي شبه الجزيرة العربية أكثر ثباتاً من علاقاته بالمصريين. فقد نزحت قبائل سامية من جنوبي الجزيرة العربية في موجات متعاقبة عبر البحر الأحمر، فانصهرت ونتج عن ذلك حضارة أكسوم. منهم عرب الجزيرة العربية وخاصة عرب اليمن وحضرموت وعمان، استطاعوا أن يعبروا مضيق باب المندب، وأن يكتشفوا البلاد الواقعة إلى الجنوب من هذا المضيق، من بلاد الدناقل شمالاً إلى موزمبيق وجزيرة مدغشقر جنوباً. وقد كان التبادل التجاري وسيلة الاتصال بين عرب شبه الجزيرة العربية وبين شرقي أفريقيا، وساعدهم على ذلك الرياح الموسمية، وموقع بلاد العرب الجغرافي على طريق التجارة بين الشرق والغرب، وأقام العرب محطات لتموين مراكبهم وتخزين بضائعهم التي كانت تأتي من داخل القارة، مما ساعد على قيام مراكز عمرانية.
كانت دولة مسيحية قبطية قد تكونت على المرتفعات تُعرف بمملكة أكسوم. ومع مجيء الإسلام، فقد كانت هذه الأراضي لقربها من الشرق إحدى أول المحطات لنشر الدين الجديد بين القرن الثامن والعاشر حيث شكلوا سلطنات وممالك إسلامية منها إمارة عدل التي يفخر أهالي جيبوتي بها لكونها إمارة أجدادهم.
بقيت هذه المناطق معزولة لمدة قرون إلى أن بدأ التوسع الأوروبي الاستعماري يتجه نحوها. وكان العثمانيون والمصريون يسيطرون على شواطئ البحر الأحمر، وبعد فتح قناة السويس سنة 1869 أصبحت هذه السواحل متنافساً عليها من قبل الأوروبيين. بعد ظهور بريطانيا كقوة بحرية كبيرة بدأت بتدعيم المواقع والنوافذ التي تتحكم بالبحر الأحمر وطريق الهند فأسرعت إلى شراء جزيرة في مدخل تاجورة جيبوتي. وبعد احتلال بريطانيا لمصر بعامين 1884 احتلت مينائي زيلع وبربرة وأتبعتهما بمحمية الصومال 1827م. وفي العام الذي احتلت فيه بريطانيا عدن أرسلت فرنسا إحدى بوارجها بهدف السعي لشراء قطعة أرض على ساحل أفريقيا الشرقي. وقد تمكنت في سنة 1862 من إقناع زعماء العفر (الدناقل) في جيبوتي ببيع ميناء أوبوك على الساحل الشمالي لخليج تاجورة.

### عصور ما قبل التاريخ
غالبًا ما تُعتبر منطقة باب المندب نقطة عبور أساسية لأشباه البشر الأوائل تالية لطريق ساحلي جنوبي من شرق إفريقيا إلى جنوب وجنوب شرق آسيا.
إن منطقة جيبوتي مأهولة بالسكان منذ العصر الحجري الحديث. وفقًا لعلماء اللغة، وصل أوائل السكان الناطقين باللغات الأفريقية الآسيوية إلى المنطقة خلال هذه الفترة من المنشأ الأصلي «أورهايمات» المقترح لعائلة اللغات في وادي النيل، أو الشرق الأدنى. يقترح علماء آخرون أن عائلة اللغات الأفريقية الآسيوية قد تطورت في موطنها الأصلي في القرن الأفريقي، وتشتت المتحدثون بها لاحقًا من هناك.
جُمعت الحجارة المقطوعة التي يعود تاريخها إلى حوالي 3 ملايين سنة في منطقة بحيرة آبي. في سهل غوباد (بين ديخيل وبحيرة آبي)، اكتُشفت أيضًا بقايا فيل ريكي مستقيم الأنياب مذبوح بشكل واضح باستخدام أدوات بازلتية عثر عليها في موقع قريب. تعود هذه البقايا إلى 1.4 مليون سنة ق.م. في وقت لاحق، حُددت مواقع أخرى مماثلة على الأرجح من عمل الإنسان العامل. نُقب موقع أشوليني (منذ 800000 حتى 400000 سنة ق.م.) حيث قُطعت الحجارة في تسعينيات القرن العشرين في غومبورتا، بين داميردوغ ولويادا، على بعد 15 كم جنوب مدينة جيبوتي. أخيرًا، في غوباد، عُثر على فك للإنسان المنتصب يعود تاريخه إلى 100000 ق.م. في جزيرة الشيطان، عُثر على أدوات تعود إلى ما قبل 6000 عام استُخدمت لفتح الصدف. اكتُشفت أيضًا هياكل حجرية دائرية وأجزاء من الفخار الملون في المنطقة الواقعة أسفل قبة الخراب (ليست بعيدة عن جزيرة الشيطان). أبلغ المستكشفون السابقون أيضًا عن وجود شظايا فك العلوي نُسبت إلى شكل أقدم من الإنسان العاقل ويعود تاريخها إلى نحو 250 كيلوآنوم، من وادي داغادلي.[بحاجة لمصدر]
عُثر على قطع فخارية ترجع إلى منتصف الألفية الثانية في موقع آسا كوما، وهي منطقة بحيرة داخلية في سهل غوباد. تتميز أواني الموقع بتصميمات هندسية منقطّة ومنقوشة تشبه الخزف في المرحلة الأولى من ثقافة صابر من معليبة في جنوب الجزيرة العربية. وبالمثل اكتُشفت عظام باهتة لماشية طويلة القرون في آسا كوما، ما يشير إلى أن الماشية المستأنسة كانت موجودة منذ نحو 3500 عام. عُثر أيضًا على فنون صخرية لما يبدو أنه ظباء وزرافة في درة وبالهو. هاندوغا التي يعود تاريخها إلى الألفية الرابعة قبل الميلاد، أنتجت بدورها حصىً دقيقة من حجر السبج وخزفًا عاديًا استخدمه الرعاة الرحل الأوائل مع الماشية المستأنسة.
موقع واكريتا عبارة عن منشأة صغيرة نيوليثية تطل على وادٍ في منخفض غوباد التكتوني في جيبوتي في القرن الأفريقي. أمّنت الحفريات عام 2005[بحاجة لمصدر] وفرة من الخزف مكنتنا من تحديد الأوجه الثقافية النيوليثية لهذه المنطقة، والتي تم التعرف عليها أيضًا في موقع قريب من آسا كوما. تؤكد بقايا الحيوانات أهمية صيد السمك في مستوطنات العصر الحجري الحديث بالقرب من بحيرة آبي، وأيضًا أهمية تربية الأبقار، ولأول مرة في هذه المنطقة ثمة دليل على ممارسات رعي الوعليات. يصنف التأريخ بالكربون المشع هذه المهنة ضمن بداية الألفية الثانية قبل الميلاد على غرار آسا كوما. يمثل هذان الموقعان أقدم دليل على الرعي في المنطقة، ويقدمان فهمًا أفضل لتطور مجتمعات العصر الحجري الحديث في هذه المنطقة.
حتى 4000 عام ق.م. استفادت المنطقة من مناخ مختلف تمامًا عن المناخ الذي تعرفه اليوم وربما مناخ أقرب لمناخ البحر الأبيض المتوسط. تعددت الموارد المائية بوجود بحيرات في غوباد وبحيرات عسل ومسطحات آبي المائية الأكبر حجمًا. لذلك عاش البشر معتمدين على الجمع وصيد السمك وصيد الحيوانات. كانت المنطقة مأهولة وغنية بالحيوانات: السنوريات والجواميس والفيلة والكركدنيات وما إلى ذلك كما يتضح من رسومات الكهوف في بالهو. في الألفيتين الثالثة والثانية قبل الميلاد، استقر عدد قليل من البدو حول البحيرات ومارسوا صيد الأسماك وتربية الماشية. عُثر على قبر سيدة تبلغ من العمر 18 عامًا تعود إلى هذه الفترة، بالإضافة إلى عظام حيوانات مُصطادة وأدوات مصنوعة من العظام ومجوهرات صغيرة. بحلول العام 1500 قبل الميلاد، كان المناخ قد بدأ بالفعل بالتغير، إذ باتت مصادر المياه العذبة أكثر ندرة. تُظهِر النقوش الجِمال (حيوانات المناطق القاحلة) يمتطي بعضها المحاربون المسلحون. عاد الآن الأشخاص المستقرون إلى الحياة البدوية. اكتُشفت الجثوات الحجرية بأشكال مختلفة والمقابر المحمية التي تعود إلى هذه الفترة في جميع أنحاء الإقليم.

### بونت (2500 ق.م)
جنبًا إلى جنب مع شمال إثيوبيا صوماليلاند وإريتريا وساحل البحر الأحمر بالسودان، تُعتبر جيبوتي الموقع الأكثر احتمالًا للإقليم المعروف لدى المصريين القدماء باسم بونت (أو تا نيتجيرو، والتي تعني «أرض الله»). يعود أول ذكر لأرض بونت إلى القرن الخامس والعشرين ق.م. كان البنتيون أمة ذات علاقات وثيقة مع مصر القديمة في عهد فرعون الأسرة الخامسة ساحو رع والملكة حتشبسوت من الأسرة الثامنة عشر. وفقًا لجداريات المعابد في الدير البحري، كانت أرض بونت آنذاك يحكمها الملك باراهو والملكة عتي.

### الماكروبيون (247 ق.م)
كان الماكروبيون شعبًا ومملكة أسطورية في القرن الأفريقي ذُكروا من قِبل هيرودوت. وضعهم المؤلفون اللاحقون (بلينيوس الأكبر بناءً على مصداقية كتاب كتسياس إنديكا) في الهند بدلاً من ذلك. إنهم إحدى الشعوب الأسطورية المفترضة في أقصى العالم المعروف (من وجهة نظر الإغريق)، في هذه الحالة في أقصى الجنوب، على النقيض من شعب الهايبربوريان في أقصى الشرق. يرجع اسمهم إلى طول العمر الأسطوري، إذ يُفترض أن الشخص العادي يعيش حتى سن 120 عامًا. قيل إنهم «الأطول والأجمل بين جميع الرجال». وفقًا لرواية هيرودوت، أرسل الإمبراطور الفارسي قمبيز الثاني عند غزو مصر (525 قبل الميلاد) سفراء إلى ماكروبيا، حاملاً هدايا فاخرة للملك الماكروبي لاستمالة امتثاله. رد الحاكم الماكروبي الذي انتُخب بناءً على قامته ومكانته بتحدٍ لنظيره الفارسي بشكل قوس غير موتر: إذا تمكن الفرس من توتيره، فسيكون لهم الحق في غزو بلاده؛ ولكن حتى ذلك الحين، يجب أن يشكروا الآلهة لأن الماكروبيين لم يقرروا أبدًا غزو إمبراطوريتهم.

### مملكة أدال (900-1285)
كانت مملكة أدال (أيضًا أودال أو أدل أو أديل) متمركزة حول عاصمتها، زيلع. أسستها القبائل العفرية و الصومالية المحلية في أوائل القرن التاسع. اجتذبت زيلع التجار من جميع أنحاء العالم، وساهمت بثراء المدينة. زيلع مدينة قديمة وكانت من أوائل المدن في العالم التي اعتنقت الإسلام بعد فترة وجيزة من الهجرة. يعود مسجد القبلتين ذو المحرابين إلى القرن السابع، وهو أقدم مسجد على الإطلاق.
في أواخر القرن التاسع، كتب الباحث والرحالة المسلم الأرمني اليعقوبي أن مملكة أدال كانت مملكة صغيرة ثرية يعود تاريخها إلى بداية القرن وأن زيلع كانت بمثابة المقر الرئيسي للمملكة.

### الاحتلال الفرنسي
بعد احتلال بريطانيا لمصر في عام 1882 عقب الثورة العرابية، اقتسمت أملاكها في أفريقيا كل من بريطانيا وفرنسا وإيطاليا وبلجيكا وأثيوبيا. فتوسع الفرنسيون بالاستيلاء على تجرة وبقية الأراضي التي تشكل جمهورية جيبوتي الآن.
وفي سنة 1892 اتخذ الحاكم الفرنسي للمستعمرة قراراً بالبدء في تشييد مدينة جيبوتي التي أصبحت مقراً للإدارة الاستعمارية الفرنسية. وقد أصبحت هذه المستعمرة تعرف باسم الصومال الفرنسي منذ سنة 1896م. وبقي هذا الاسم متداولاً حتى 3 يوليو 1967 حين أطلقت الإدارة الفرنسية عليه اسم «إقليم العفر والعيسى الفرنسي».
بدأ الكفاح الشعبي يتخذ شكلاً منظماً في سنة 1945م، حينما انتخب السيد محمود حربي رئيساً لفرع حزب وحدة الشباب الصومالي في جيبوتي. وفي عام 1947 م، أنشأ أول نقابة للعمال وانتخب رئيساً لها، وكانت هذه النقابة تضم جميع الأيدي العاملة إلى جانب العناصر المستنيرة، وقد أصبحت هذه النقابة قوة سياسية لها اعتبارها، وأخذت تنمو وتتسع حتى تألف منها حزب الاتحاد الجمهوري الذي نادى باتحاد جميع أجزاء الصومال في جمهورية واحدة.
أدى نمو الوعي القومي في البلاد إلى إجبار الفرنسيين على السماح بقيام مجلس تشريعي عام 1950م، نصف أعضائه من الصوماليين والنصف الآخر من المستوطنين الأجانب. وقد أسفرت نتيجة الانتخابات عن فوز جميع مرشحي حزب الاتحاد الجمهوري. وبالرغم من أن هدف الفرنسيين كان تهدئة الخواطر فقط، إلا أن هذا المجلس تمكن من أن يكون قاعدة لانطلاق القوى التحررية في البلاد. وفي سنة 1956م أُجري استفتاء شعبي لاختيار ممثل الصومال في الجمعية الفرنسية، ففاز السيد محمود حربي. وفي نفس السنة جرت مقاومة صومالية وتدمير لبعض المنشآت الفرنسية التي كانت فرنسا تخزن فيها المواد التموينية والأسلحة وترسلها إلى إسرائيل. واحتجاجاً ضد الحرب الإسرائيلية على مصر عام 1956 م وإزاء استمرار الكفاح والمطالبة بالاستقلال اضطر الفرنسيون إلى إصدار قانون يمنح جميع المستعمرات الفرنسية حق تأليف حكومات محلية. وعلى هذا الأساس حُل المجلس القديم، وأُجريت انتخابات جديدة دخل معركتها حزبا الاتحاد الجمهوري والحزب الوطني. وقد فاز فيها حزب الاتحاد الجمهوري بجميع المقاعد في المجلس التشريعي، وألف محمود حربي أول وزارة صومالية وكان جميع أعضائها من الصوماليين.
وعندما انتهت مدة عضوية نائب المستعمرة في مجلس الشيوخ الفرنسي، تقدم للانتخابات أحمد فتحي قوضي أحد أعضاء حزب الاتحاد الجمهوري، ففاز بعضوية مجلس الشيوخ الفرنسي. أصبح حزب الاتحاد الجمهوري هو الذي يحكم جيبوتي بعد أن فاز بأغلبية في المجلس التشريعي، والوزارة المحلية أيضاً. وأصبح رئيس الحزب رئيساً للوزراء وممثلاً للحزب في الجمعية الوطنية، وأحد أعضائه يمثل الصومال في مجلس الشيوخ الفرنسي.

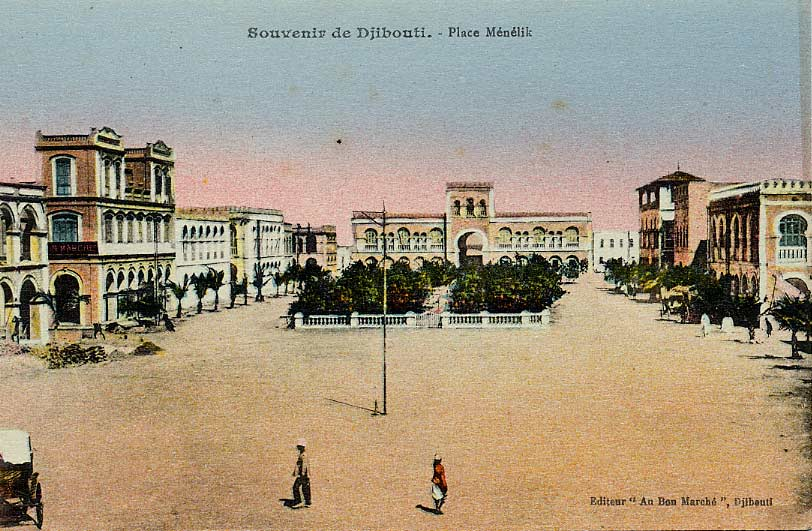
ساحة مينيليك، جيبوتي، 1905.

### الاستقلال
في سنة 1958، تولى الرئيس الفرنسي شارل ديجول السلطة في فرنسا، ووضع دستوره الجديد الذي أعلن فيه أن من حق أية مستعمرة فرنسية ترفض هذا الدستور أن تحصل على الاستقلال. وعندها قاد محمود حربي حملة دعاية واسعة النطاق ضد دستور ديجول، فانزعجت السلطات الفرنسية المحلية في جيبوتي وفي فرنسا ذاتها. وحاولت السلطات الفرنسية استمالته بشتى الوسائل لوقف حملته ضد دستور ديجول ولكنه رفض، لذلك عملت فرنسا على القضاء على حزب الاتحاد الجمهوري قبل الاستفتاء على دستور ديجول بوسائل عدة منها: منع الاجتماعات والمظاهرات الوطنية، كما قبضت السلطات الفرنسية على عدد كبير من المواطنين وزجَّت بهم في السجون.
ولما طُرح الاستفتاء، خُيِّرَ سكان الصومال الفرنسي بين استمرار التبعية لفرنسا وبين الاستقلال. وقد أثار هذا الاستفتاء خلافاً كبيراً بين الصوماليين و العفر ، ومع ذلك فقد جاءت نتيجة الاستفتاء ضد دستور ديجول بنسبة 75% حسب الراوية الصومالية و بينما ادعت فرنسا أن نتيجة الاستفتاء لصالح المؤيدين لتبعية فرنسا.
جرت مظاهرات عامة مطالبة باستقلال جيبوتي أثناء زيارة الرئيس الفرنسي الأسبق شارل ديغول إلى جيبوتي في أغسطس 1966م، وفي 21 سبتمبر من نفس السنة أعلن لويس ساجت الحاكم العام المعين في الإقليم بعد هذه التظاهرات أن قرار الحكومة الفرنسية هو إجراء استفتاء لتحديد بقاء جيبوتي ضمن الجمهورية الفرنسية أو أن تمنح استقلالها، وفي مارس 1967 اختار «60%» استمرار الإقليم مرتبطا بفرنسا.
قررت باريس عام 1967م تغيير اسم الإقليم ليصبح إقليم العفر والعيسى الفرنسي ( العيسى تسمية لصومال جيبوتي)، كما قررت الحكومة الفرنسية أيضا الاعتراف بالهيكل الحكومي للإقليم، وذلك بجعل الممثل الفرنسي - والذي كان سابقاً الحاكم العام للإقليم - مبعوثاً سامياً. وزيادة على ذلك تم تعديل المجلس التنفيذي ليصبح كمجلس للحكومة يضم تسعة أعضاء. وفي سنة 1975 بدأت الحكومة الفرنسية، تتلقى عدة مطالبات باستقلال الإقليم ثم تم إجراء التصويت على الاستقلال في مايو 1977م، وتم تأسيس جيبوتي في 27 يونيو 1977م.

## جغرافيا

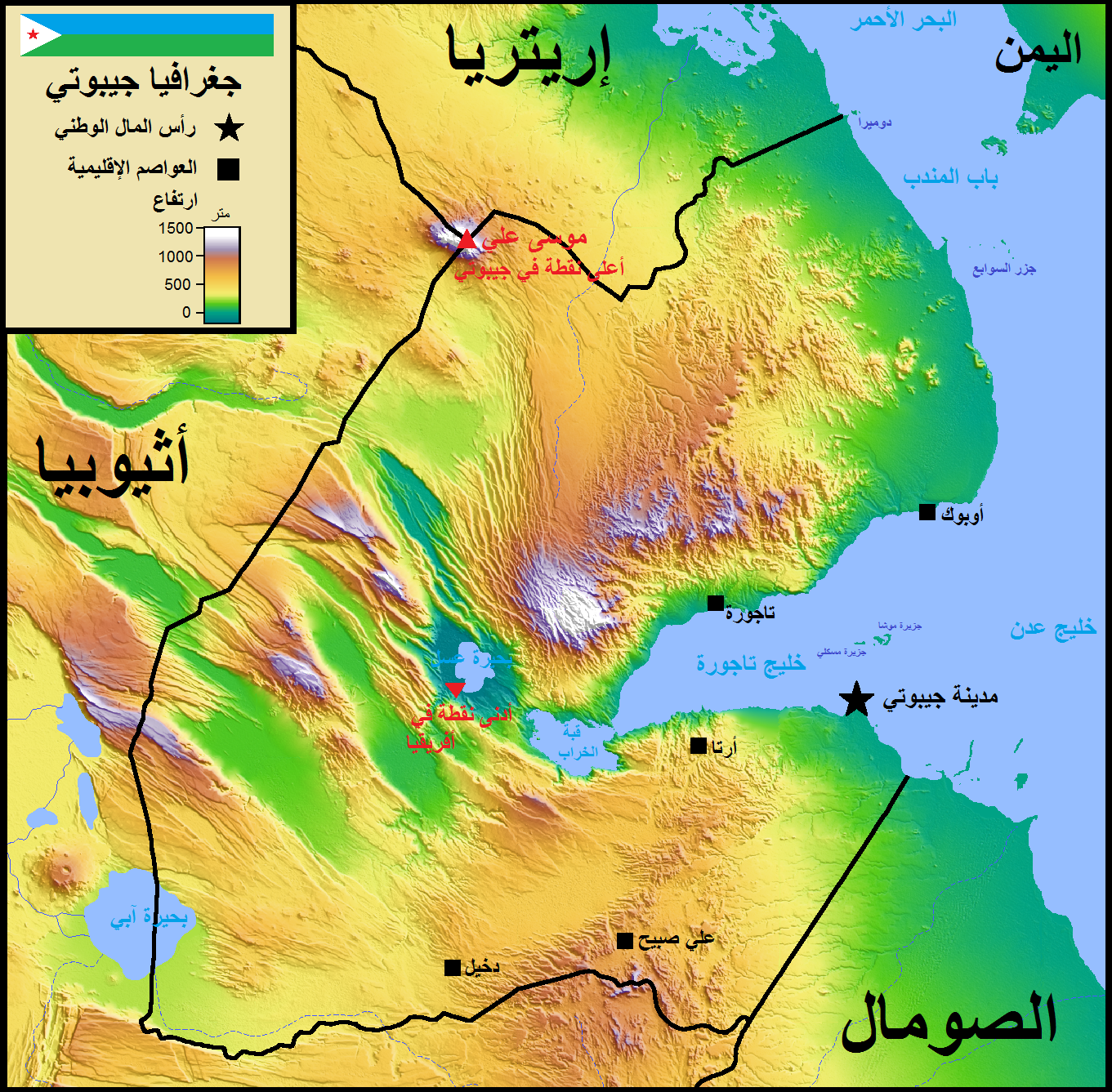
خريطة جيبوتي

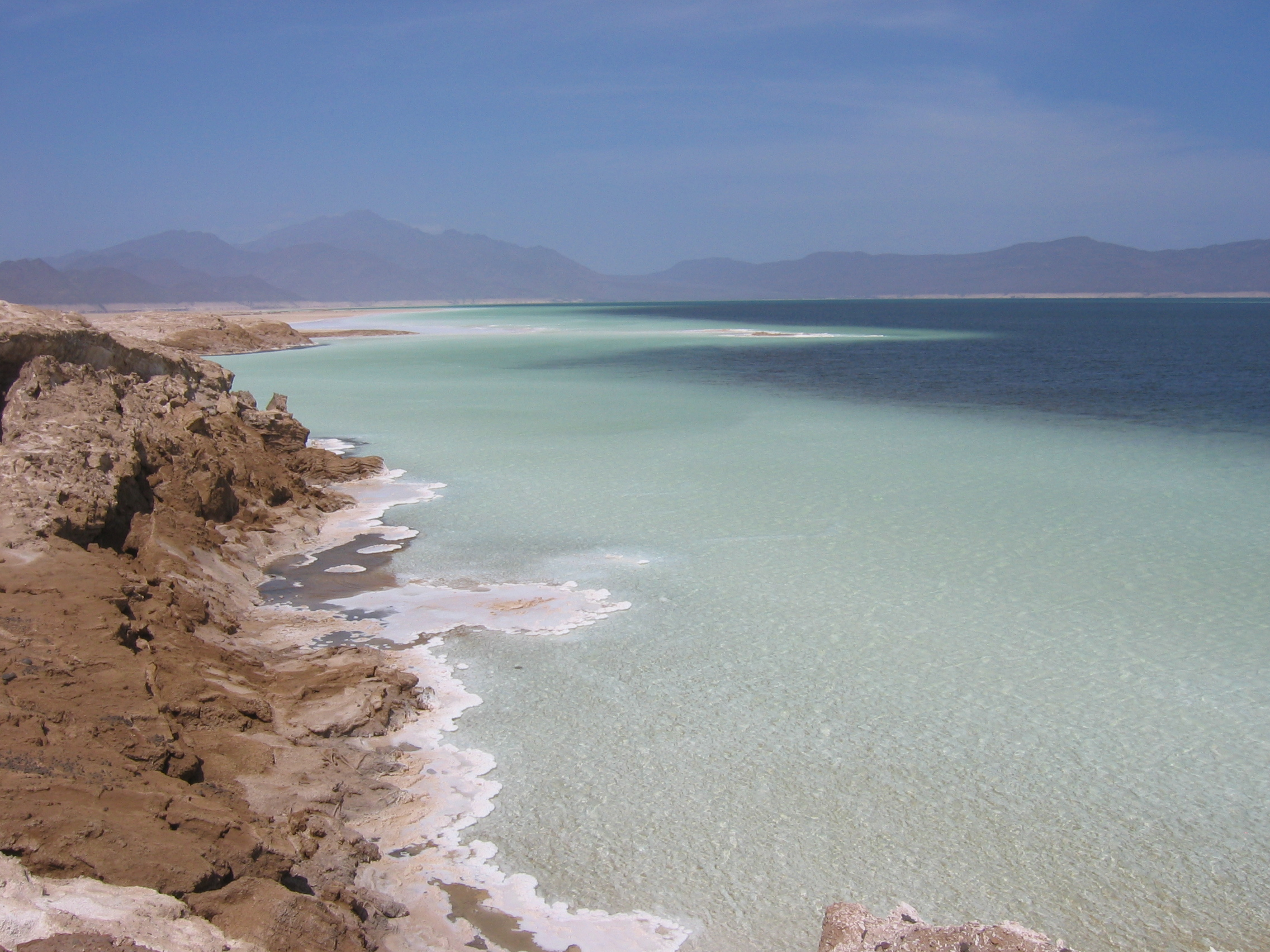
بحيرة عسل

تقع جمهورية جيبوتي ما بين خطوط 11° و14° 12° بشمال خط العرض و30° 39° و41° شرق خط الطول. يحدها من الشمال إريتريا ومن الغرب ومن الجنوب الغربي إثيوبيا، ومن الجنوب الشرقي الصومال ومن الشرق خليج عدن. مساحتها 23.000 كيلومتر مربعاً.
طول الشواطئ يبلغ 800 كيلومتر والمرتفعات الرئيسية هي موسى علي (2010 متر) جودة (1715 متر) مبلى (1300 متر) واراى (1200 متر). أهم البحيرات هي بحيرة عسل 170 متراً تحت مستوى البحر مساحتها 115 كيلومتر مربعاً منها 65 كيلومتر مربعاً مغطاة بالملح وبحيرة أبيه.

### المناخ
المناخ حار ورطب على الساحل، صحراوي في الداخل.

## سكان
تنقسم جيبوتي إلى مجموعتين عرقيتين رئيسيتين همّا قومية العفر والصومالية.
البقية من السكان يتكونون من أوربيين (معظمهم فرنسيين وإيطاليين) وعرب وإثيوبيين. الاضطراب بين قوميتي العفر والعيسى تسبب بحرب أهلية ببداية سنة 1991 القومية الصومالية بجيبوتي هي بالغالب تكون قبيلة عيسى.
على الرغم من أن اللغة الرسمية هي الفرنسية إلا أن اللغة الصومالية هي المنتشرة انتشاراً واسعاً تليها اللغة العفرية وبعضاً من كل هؤلاء يتحدث العربية.
معظم الجيبوتيين يعيشون بالمدن والبقية يعتمدون على الزراعة والرعي. جيبوتي العاصمة تعتبر مجمع لكل أبناء جيبوتي. وهي المدينة الأكبر وغالبيتها من الطبقة الوسطى.
في مجال الصحة والرعاية الاجتماعية، فإن متوسط العمر المتوقع في جيبوتي هو 43.1 سنة من العمر. أما معدل وفيات الرضع هو 104.13 وفاة لكل 1000 ولادة حية. معدل فيروس فيروس العوز المناعي البشري / متلازمة نقص المناعة المكتسب أقل من كثير من البلدان الأخرى في أفريقيا حيث لا يزيد عن 2.9%. وحوالي 67.9% من السكان من المتعلمين.

## القوات المسلحة
القوات المسلحة الجيبوتية تنقسم إلى قسمين: الجيش الوطني الذي يشمل حرس السواحل والقوات الجوية الجيبوتية
والقسم الثاني هو قوات الجندرمة شبه العسكرية (وهي تشبه قوات الدرك أو الأمن المركزي الموجودة في بعض الدول العربية)
بحلول عام 2010، كان قوام القوات المسلحة الجيبوتية 170,386 رجل، و221,411 امرأة تتراوح أعمارهم بين 16 و 49 عاما.
أول مشاركة للقوات الجوية الجيبوتية في معارك حربية كانت في الحرب الأهلية الجيبوتية خلال الفترة من 1991 إلى 2001.
في عام 1996: اندلعت مواجهات مسلحة بين جيبوتي وإريتريا بسبب شبه جزيرة رأس دوميرة المتنازع عليها، تجددت الاشتباكات مرة أخرى في عام 2008 عندما رفضت جيبوتي إعادة بعض الهاربين الإريتريين إلى إريتريا.
في عام 2001: قامت جيبوتي بتأجير قاعدة ليمونييه العسكرية (التي أنشاها الفرنسيون سابقا) إلى الولايات المتحدة الأمريكية، كمركز لعملياتها في منطقة القرن الأفريقي.
في عام 2009 انتقلت القيادة إلى فيلق أفريكوم الفرنسي، الذي استقر في جيبوتي أيضًا.

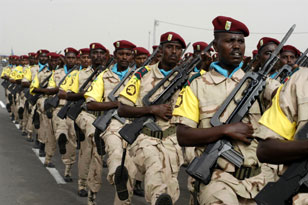

## الحياة السياسية
جيبوتي هي جمهورية نصف رئاسية ذات سلطة تنفيذية تتمثل في الحكومة وقوة تشريعية في البرلمان.

### نظام الحكم

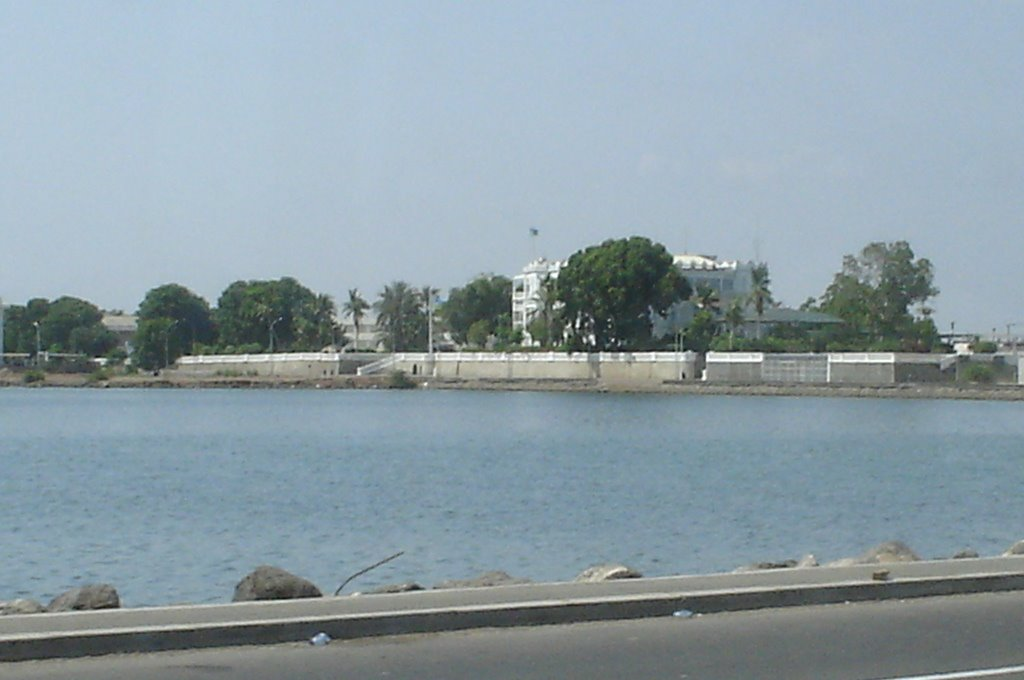
قصر الرئاسة بالعاصمة جيبوتي

تتكون السلطة التنفيذية في جيبوتي من رئيس الدولة الذي يتم انتخابه في استفتاء شعبي مباشر وذلك لفترة رئاسية تبلغ ست سنوات، ويقوم رئيس الجمهورية بتعيين رئيس الوزراء، كما تضم السلطة التنفيذية مجلس الوزراء.
أما السلطة التشريعية فتضم مجلس واحد هو مجلس النواب ويتكون من 65 عضو وفترة عضويتهم خمس سنوات.
والسلطة القضائية تتمثل في المحكمة العليا والتي تعد أعلى سلطة قضائية في البلاد.
ويوجد بها عدد من الأحزاب السياسية منها التجمع الشعبي من أجل التقدم، حزب التجديد الديمقراطي، الحزب الوطني الديمقراطي، كما يوجد عدد من جماعات الضغط السياسي.

### العلاقات الخارجية

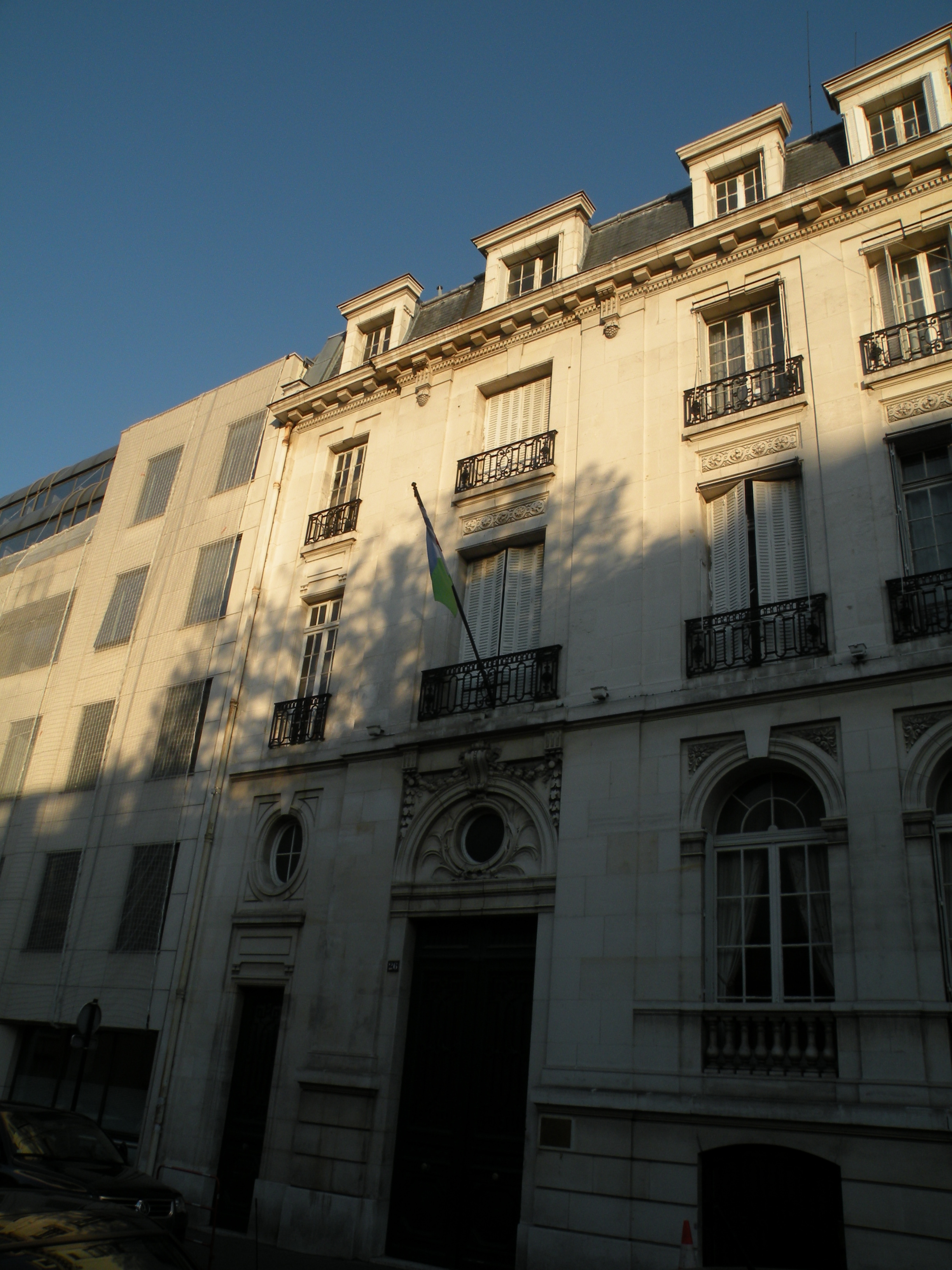
سفارة جيبوتي في باريس

ترتبط جيبوتي بفرنسا والولايات المتحدة علاقات متميزة. والعلاقات مع جيرانها إثيوبيا وإرتريا متوترة. كما أنها تتأثر بكل ما يجري في الصومال وتربطها علاقات تاريخية بعدد من دول الجامعة العربية التي هي عضو فيه. وازدادت أهمية العلاقات مع الصين واليابان في الآونة الأخيرة.

### القوات الأجنبية
جيبوتي مقر القيادة الأفريقية التابعة للقوات المسلحة الأمريكية ويعد كامب لمونييه أكبر معسكر أمريكي بالقارة الأفريقية، ويقع بمنطقة مطار جيبوتي الدولي. كما يستقر في دولة جيبوتي بعيدا عن العاصمة لواء تابعة للفيلق الأجنبي الفرنسي بشكل دائم. وتقام في جيبوتي مناورات عسكرية كبيرة.
في عام 2013 انتشرت تقارير عن اتفاق مبدأي بين الصين وجيبوتي حول إنشاء قاعدة عسكرية صينية في جيبوتي، مما قد يسبب توترات بين جيبوتي وبين فرنسا والولايات المتحدة.

## التقسيم الإداري

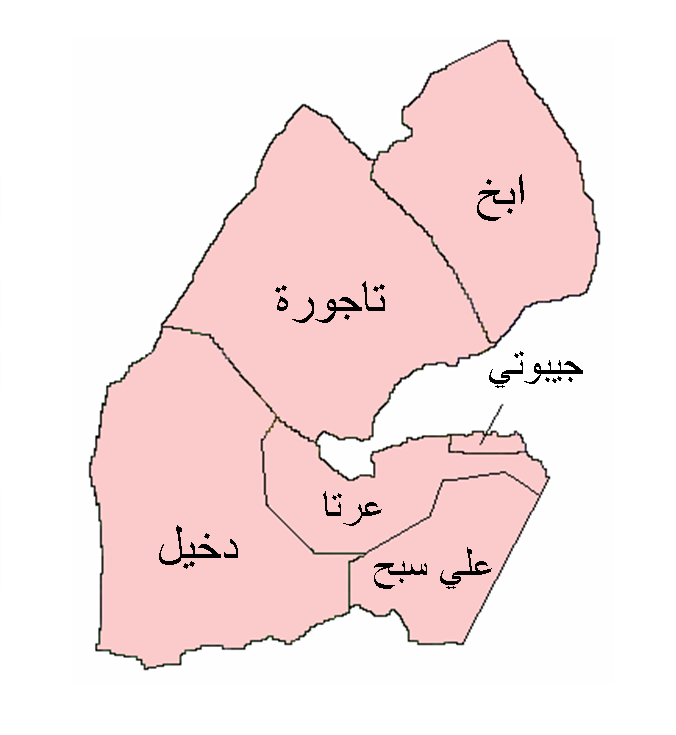
أقاليم جيبوتي الإدارية

جيبوتي مقسمة إلى 6 أقاليم وتنقسم لـ 20 منطقة إدارية، الأقاليم هي:
| الإقليم                     | المساحة (كم2) | عدد السكان (2012) | عاصمة الإقليم |
| --------------------------- | ------------- | ----------------- | ------------- |
| إقليم علي صبيح              | 2,200         | 90,005            | علي صبيح      |
| إقليم عرتا                  | 1,800         | 45,047            | أرتا          |
| إقليم دخيل                  | 7,200         | 90,023            | دخيل          |
| إقليم جيبوتي (مدينة جيبوتي) | 200           | 604,013           | جيبوتي        |
| إقليم أبخ                   | 4,700         | 40,128            | أبخ           |
| إقليم تاجورة                | 7,100         | 89,567            | تاجورة        |

## الاقتصاد
تمتلك جيبوتي موارد طبيعية قليلة بخلاف الملح ذو العائد المنخفض. فالأراضي القاحلة توفر فرصة الزراعية ضئيلة، وهناك القليل من الثروة المعدنية، ولا يوجد نفط مكتشف قبالة السواحل. تكمن المشكلة في أن الشعب - على الرغم من أنه أكثر تعليماً من نظرائهم الإقليمية - إلا أن العمالة ليست مدربة تدريباً جيداً بما يكفي لتوفير المهارات في إدارة الأعمال الدولية. لا توفر البنية التحتية المتطلبات لجذب الأعمال التجارية الدولية. الميزة الرئيسية لجيبوتي تكمن في موقعها الإستراتيجي. فلديها ميناء حيوي في منطقة واسعة من الأراضي غير الساحلية البلاد. ومنذ بدء الصراع بين إثيوبيا وإريتريا استفادت جيبوتي من إثيوبيا عن طريق توفير بديل للموانئ الإريترية. وباعتبارها جارة للصومال وتأوي عدداً كبيراً من السكان الصوماليين، فأظهرت جيبوتي اهتماماً بالنزاع الصومالي، وأبرزها استضافة محادثات السلام في ربيع عام 2000.

### الصناعة
تقوم بها مشروعات صغيرة الحجم مثل منتجات الألبان وتعبئة المياه المعدنية والملح. ويشكل قطاع الصناعة 21% من الناتج القومي.

### الإنتاج الزراعي
تمثل الفواكه والخضراوات أهم المنتجات الزراعية. وتوجد فيها ثروة حيوانية من الأغنام والماعز والإبل. وتمثل عوائد الزراعة نحو 4% من الناتج القومي.

### الصادرات
الفرو، الجلود، إعادة تصدير البن.

### أهم الواردات
منتجات النفط، الكيماويات، والأغذية والمشروبات، معدات النقل والأجهزة.

### مشاريع

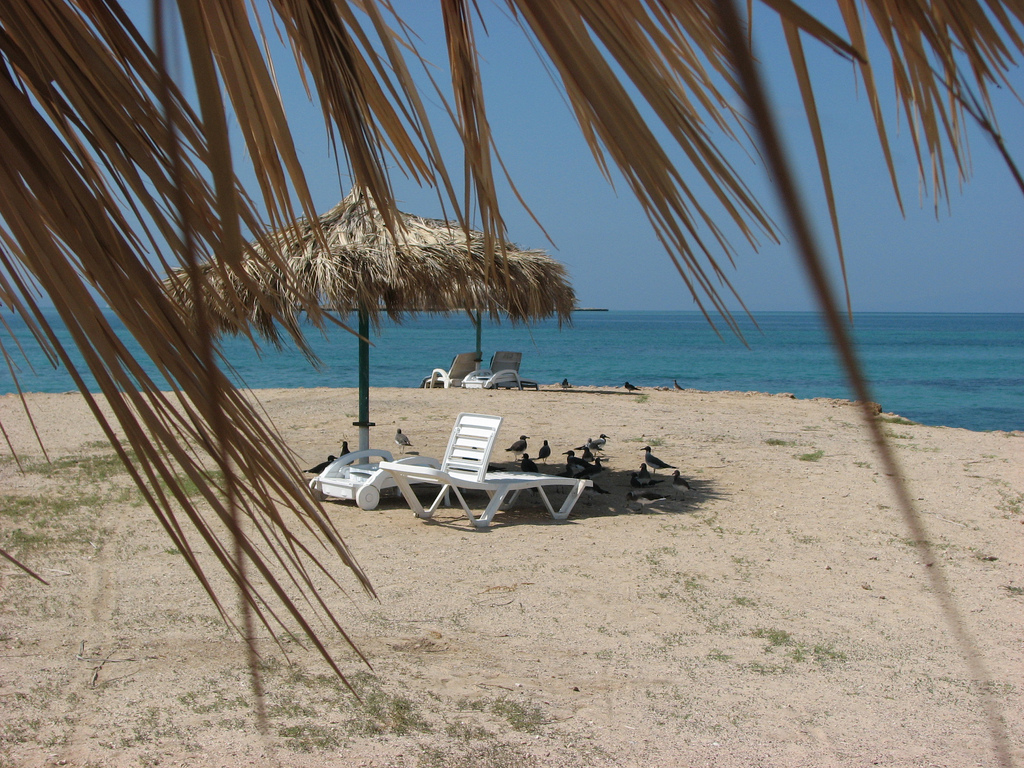
شاطئ سياحي بجزيرة مسكلي، جيبوتي

في مجال التنمية تشيد جيبوتي حالياً مشروع النور العملاق بمدينتيه النموذجيتين والذين يحتويان بداخلهما، منطقة صناعية ضخمة وميناء ومطار عالميين ومنطقة تجارية، إضافة إلى مدينة سياحية عالمية وجسر دولي عملاق يربط بين جيبوتي واليمن عبر مضيق باب المندب، وسيوفر فرص عمل مهمة.

## ثقافة
يعكس الزي الجيبوتي مناخ المنطقة الحار الجاف. عندما لا يرتدي الرجال الملابس الغربية مثل الجينز والقمصان، فيقومون عادة بارتداء المكاوى، وهو رداء يشبه الإزار الذي يرتديه الرجال حول الخصر. أما البدو فيرتدون الملابس الفضفاضة البيضاء القطنية، وهو رداء يسمى الثوب ويغطي إلى ما تحت الركبة، تلقى النهاية الأخرى فوق الكتف (مثل السترة الرومانية). أما المرأة فترتدي عادة "الديراك"، وهو زي طويل وخفيف مصنوع من القطن أو البوليستر التي تلبس فوق زي آخر كامل. وتميل المرأة المتزوجة إلى وضع الأوشحة يشار إليها باسم "شاش"، وأيضاً في كثير من الأحيان تغطي الجزء العلوي من الجسم بشال معروف باسم جاربسار. أما الشابات الغير المتزوجات فعادة لا يغطين دائماً رؤوسهن. الزي العربي التقليدي هو الجلباب للذكور والنقاب الإناث. بالنسبة لبعض المناسبات مثل المهرجانات، يجوز للمرأة أن تزين نفسها بمجوهرات خاصة وأغطية رأس مشابهة لتلك التي يرتديها قبائل البربر في المغرب العربي.
وهناك الكثير من الفن الجيبوتي الأصلي محفوظ شفوياً، وذلك من خلال الأغاني. وهناك الكثير من الأمثلة التي يمكن أن يلاحظ منها التأثيرات الإسلامية والعثمانية والفرنسية وذلك في المباني المحلية، التي تحتوي على الجبس وأشكال الزخارف والخط.

### تعليم
الثقافة الفرنسية تسيطر على التعليم منذ الاستقلال، فقد ظل الفرنسيون يسيطرون على مجال التعليم تدريساً ولغة وإشرافاً على الرغم من قلة المدارس الثانوية والأساسية وشح التعليم العالي، بلغ الصراع الثقافي في ذروته ما بعد السبعينات وذلك حينما عاد الجيل المتخرج من المدارس العربية والجامعات والمعاهد العليا في الوطن العربي، سارع هؤلاء افتتاح مدارس أهلية باللغة العربية وعلى نطاق واسع، فافتتحت جامعة الإمام محمد بن سعود الإسلامية معهداً شمل المراحل الأساسية والثانوية ومرحلة ما فوق الثانوي.
التعليم في جيبوتي مجاني وإلزامي بين سن 6 و12. على الرغم من أن التعليم مجاني لكن هناك نفقات إضافية على سبيل المثال (النقل، والكتب) قد تمنع الأسر الفقيرة من إرسال أطفالها إلى المدارس. في عام 1996 بلغ إجمالي معدل الالتحاق بالمدارس الابتدائية 38.6 في المئة، وبلغ صافي معدل الالتحاق بالمدارس الابتدائية 31.7 في المئة. كل من الإجمالي ومعدلات الالتحاق الصافية هي أقل بالنسبة للإناث من الذكور. ولم يتسن الحصول على معدل الالتحاق بالتعليم الابتدائي في عام 2001. في حين بلغت معدلات الالتحاق تشير إلى وجود مستوى من الالتزام والتعليم، وأنها لا تعكس دائماً مشاركة الأطفال في المدارس.

### اللغة
هناك لغتان رسميتان لجيبوتي؛ وهما العربية والفرنسية. اللغة العربية ذات أهمية دينية. في إطار رسمي، تتكون من اللغة العربية الفصحى الحديثة. بالعامية، يتحدث حوالي 59،000 من السكان المحليين باللهجة التعزية-العدنية، المعروفة في جيبوتي باسم اللهجة الجيبوتية. اللغة الفرنسية موروثة من فترة الاستعمار الأوروبي وهي اللغة الأساسية للتعليم، ويتحدث بها حوالي 17،000 من الجيبوتيين كلغة أولى.
لغتين وطنيتين:
1. العفرية: وهي مزيج عربي سامي وكوشي حامي نتيجة لهجرات ومصاهرات العرب من قحطان اليمن للقرن الأفريقي.
2. الصومالية: وهي لغة البلاد والقرن الأفريقي قاطبة.

لغتين رسميتين:
1. العربية (لهجة تعزية-عدنية).
2. الفرنسية.

## الأديان

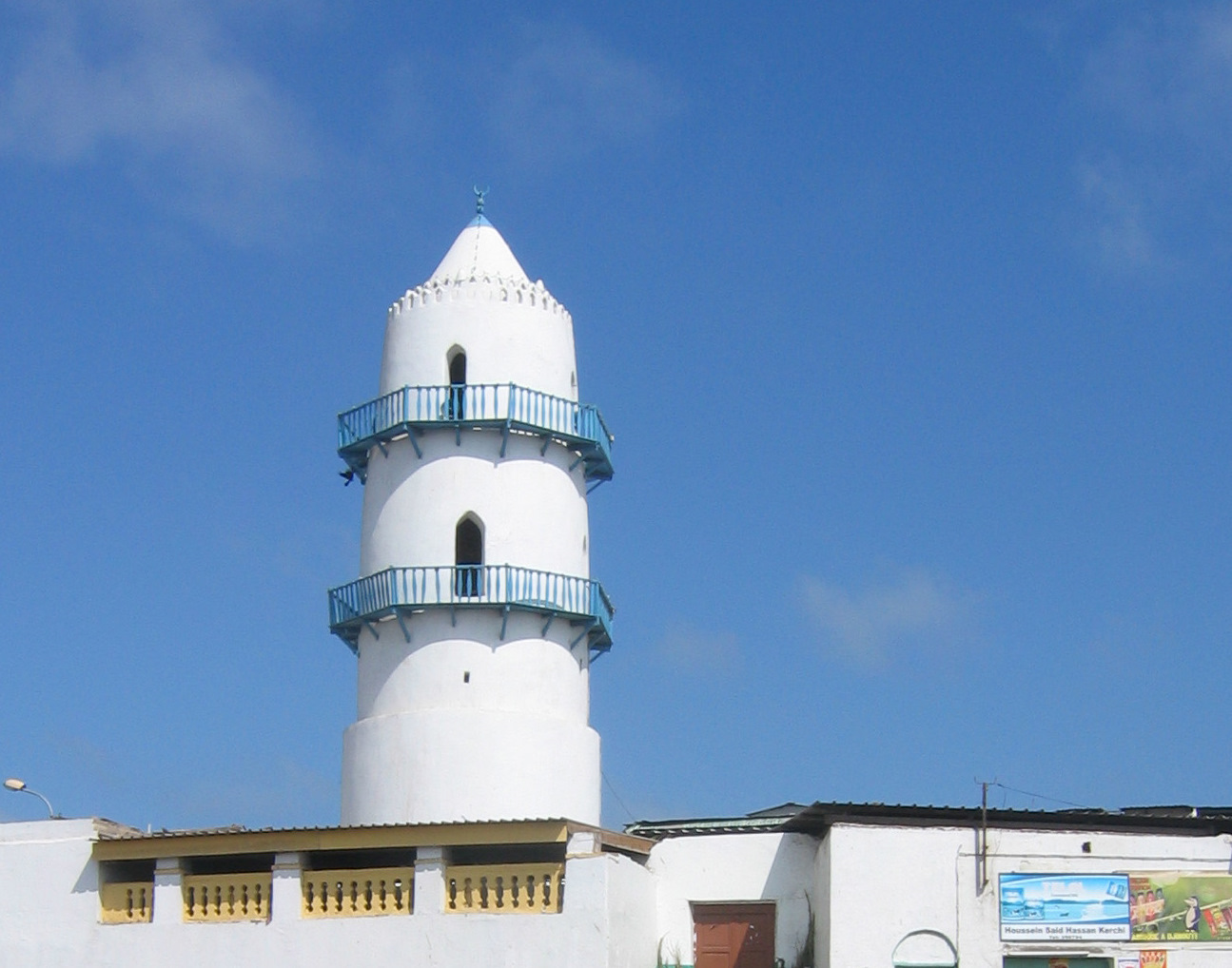
أحد المساجد بجيبوتي

يمثل المسلمون ما نسبته 94% من سكان جيبوتي (البالغ عددهم 864,000 نسمة) أما النسبة المتبقية فهي من المسيحيين. وقد دخل الإسلام جيبوتي في العهود المبكرة من الدعوة الإسلامية عن طريق التجار العرب ولا يزال الكثير من سكانها من أصل عربي خالص كالعمانيين واليمنيين والباقون يتحدرون من أصل عربي إفريقي ومن أشهر قبائل العرب المنتشرة هناك قبائل القومية العفرية وقبيلة العيسى الصومالية.

### الأعياد والعطلات الرسمية
- 1 يناير: رأس السنة الميلادية.
- 1 مايو: عيد العمال.
- 27 يونيو: عيد الاستقلال.
- 25 ديسمبر: عيد الميلاد المجيد.
- 1 محرم: عيد رأس السنة الهجرية.
- 12 ربيع الأول: المولد النبوي الشريف.
- 27 رجب: الإسراء والمعراج.
- 1 شوال: عيد الفطر.
- 10 ذو الحجة: عيد الأضحى.

## البنية التحتية

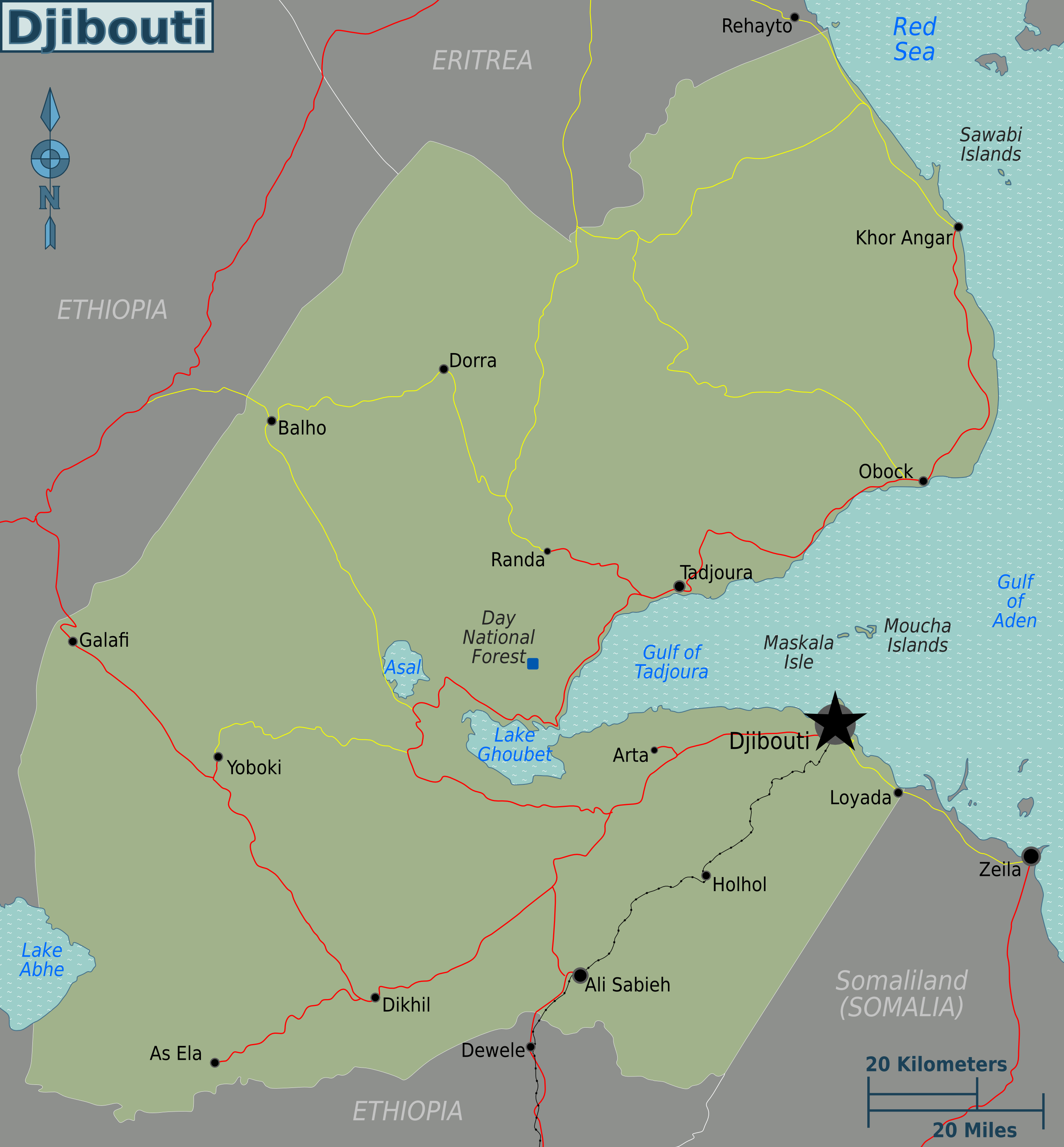

## الإعلام
- إذاعة وتلفزيون جيبوتي

## وصلات خارجية
حكومة
- موقع رسمي (بالفرنسية)